# Stade de Reims 2023-2024
Questa voce raccoglie le informazioni riguardanti lo Stade de Reims nelle competizioni ufficiali della stagione 2023-2024.

## Maglie e divise
| Casa | Trasferta | Terza maglia |

## Rosa
Aggiornata al 1º febbraio 2024.
| N. |                        | Ruolo | Calciatore             |
| -- | ---------------------- | ----- | ---------------------- |
| 2  | Kenya (bandiera)       | D     | Joseph Okumu           |
| 4  | Belgio (bandiera)      | D     | Maxime Busi            |
| 5  | Marocco (bandiera)     | D     | Yunis Abdelhamid ()    |
| 6  | Francia (bandiera)     | C     | Valentin Atangana Edoa |
| 7  | Giappone (bandiera)    | A     | Jun'ya Itō             |
| 8  | Marocco (bandiera)     | C     | Amir Richardson        |
| 9  | Danimarca (bandiera)   | A     | Mohamed Daramy         |
| 10 | Malta (bandiera)       | C     | Teddy Teuma            |
| 11 | Francia (bandiera)     | A     | Amine Salama           |
| 14 | Germania (bandiera)    | C     | Reda Khadra            |
| 15 | Zimbabwe (bandiera)    | C     | Marshall Munetsi       |
| 16 | Francia (bandiera)     | P     | Ludovic Butelle        |
| 17 | Giappone (bandiera)    | A     | Keito Nakamura         |
| 18 | Spagna (bandiera)      | A     | Sergio Akieme          |
| 19 | Inghilterra (bandiera) | D     | Josh Wilson-Esbrand    |

| N. |                           | Ruolo | Calciatore         |
| -- | ------------------------- | ----- | ------------------ |
| 21 | Paesi Bassi (bandiera)    | C     | Azor Matusiwa      |
| 22 | Costa d'Avorio (bandiera) | A     | Oumar Diakité      |
| 24 | Costa d'Avorio (bandiera) | D     | Emmanuel Agbadou   |
| 25 | Belgio (bandiera)         | D     | Thibault De Smet   |
| 26 | Francia (bandiera)        | C     | Benjamin Stambouli |
| 27 | Gambia (bandiera)         | A     | Adama Bojang       |
| 32 | Belgio (bandiera)         | D     | Thomas Foket       |
| 41 | Guinea (bandiera)         | D     | Ibrahim Diakité    |
| 45 | Francia (bandiera)        | D     | Thérence Koudou    |
| 67 | Francia (bandiera)        | A     | Mamadou Diakhon    |
| 71 | Costa d'Avorio (bandiera) | C     | Yaya Fofana        |
| 72 | Mali (bandiera)           | C     | Amadou Koné        |
| 92 | Francia (bandiera)        | D     | Abdoul Koné        |
| 94 | Francia (bandiera)        | P     | Yehvann Diouf      |
| 96 | Francia (bandiera)        | P     | Alexandre Olliero  |

## Calciomercato

### Sessione estiva
| Acquisti         | Acquisti             | Acquisti             | Acquisti                   |
| R.               | Nome                 | da                   | Modalità                   |
| ---------------- | -------------------- | -------------------- | -------------------------- |
| A                | Keito Nakamura       | LASK                 | definitivo (12 milioni €)  |
| A                | Mohamed Daramy       | Ajax                 | definitivo (12 milioni €)  |
| D                | Joseph Okumu         | Gent                 | definitivo (10 milioni €)  |
| c                | Teddy Teuma          | Union Saint-Gilloise | definitivo (4,6 milioni €) |
| A                | Amine Salama         | Angers               | definitivo (4 milioni €)   |
| A                | Oumar Diakité        | Salisburgo           | definitivo (2,5 milioni €) |
| C                | Reda Khadra          | Brighton             | definitivo (1,9 milioni €) |
| P                | Ludovic Butelle      | Red Star             | gratuito                   |
| A                | Adama Bojang         | Steve Biko           | n.d.                       |
| D                | Josh Wilson-Esbrand  | Manchester City      | prestito                   |
| Altre operazioni |                      |                      |                            |
| R.               | Nome                 | da                   | Modalità                   |
| A                | Hugo Ekitike         | Paris Saint-Germain  | fine prestito              |
| D                | Andreaw Gravillon    | Torino               | fine prestito              |
| C                | Amir Richardson      | Le Havre             | fine prestito              |
| D                | Bradley Locko        | Brest                | fine prestito              |
| C                | Ilan Kebbal          | Paris FC             | fine prestito              |
| C                | Valon Berisha        | Melbourne City       | fine prestito              |
| A                | Rafik Guitane        | Estoril Praia        | fine prestito              |
| A                | Fraser Hornby        | Ostenda              | fine prestito              |
| A                | N'Dri Philippe Koffi | Le Mans              | fine prestito              |
| C                | Martin Adeline       | Rodez                | fine prestito              |
| C                | Anastasios Dōnīs     | APOEL                | fine prestito              |
| D                | Moustapha Mbow       | Seraing              | fine prestito              |
| D                | Dario Maresic        | Istria 1961          | fine prestito              |
| D                | Ibrahim Diakité      | Eupen                | fine prestito              |

| Cessioni         | Cessioni             | Cessioni            | Cessioni                    |
| R.               | Nome                 | a                   | Modalità                    |
| ---------------- | -------------------- | ------------------- | --------------------------- |
| A                | Hugo Ekitike         | Paris Saint-Germain | definitivo (28,5 milioni €) |
| C                | Jens Cajuste         | Napoli              | definitivo (12 milioni €)   |
| C                | Dion Lopy            | Almería             | definitivo (6,5 milioni €)  |
| C                | Alexis Flips         | Anderlecht          | definitivo (3,5 milioni €)  |
| D                | Andreaw Gravillon    | Adana Demirspor     | definitivo (2,5 milioni €)  |
| C                | Ilan Kebbal          | Paris FC            | definitivo (2 milioni €)    |
| A                | Fraser Hornby        | Darmstadt           | definitivo (1,8 milioni €)  |
| A                | Mitchell van Bergen  | Twente              | definitivo (1 milione €)    |
| D                | Bradley Locko        | Brest               | definitivo (500 mila €)     |
| A                | Kaj Sierhuis         | Fortuna Sittard     | definitivo (500 mila €)     |
| D                | Moustapha Mbow       | Paris FC            | definitivo (500 mila €)     |
| A                | Rafik Guitane        | Estoril Praia       | definitivo (250 mila €)     |
| A                | N'Dri Philippe Koffi | Sochaux             | gratuito                    |
| C                | Anastasios Dōnīs     | APOEL               | gratuito                    |
| A                | Arbër Zeneli         | Adana Demirspor     | n.d.                        |
| D                | Dario Maresic        | Istria 1961         | n.d.                        |
| C                | Kamory Doumbia       | Brest               | prestito                    |
| D                | Cheick Keita         | Bastia              | prestito'                   |
| C                | Martin Adeline       | Annecy              | prestito'                   |
| D                | Thérence Koudou      | Pau                 | prestito'                   |
| C                | Valon Berisha        |                     | svincolato                  |
| P                | Nicolas Penneteau    |                     | ritiro                      |
| Altre operazioni |                      |                     |                             |
| R.               | Nome                 | da                  | Modalità                    |
| A                | Folarin Balogun      | Arsenal             | fine prestito               |
| A                | Myziane Maolida      | Hertha Berlino      | fine prestito               |
| A                | Noah Jean Holm       | Rosenborg           | fine prestito               |

### Sessione invernale
| Acquisti         | Acquisti           | Acquisti        | Acquisti                 |
| R.               | Nome               | da              | Modalità                 |
| ---------------- | ------------------ | --------------- | ------------------------ |
| D                | Sergio Akieme      | Almería         | definitivo (6 milioni €) |
| C                | Benjamin Stambouli | Adana Demirspor | gratuito                 |
| Altre operazioni |                    |                 |                          |
| R.               | Nome               | da              | Modalità                 |
| D                | Thérence Koudou    | Pau             | fine prestito            |

| Cessioni         | Cessioni            | Cessioni             | Cessioni                    |
| R.               | Nome                | a                    | Modalità                    |
| ---------------- | ------------------- | -------------------- | --------------------------- |
| C                | Azor Matusiwa       | Rennes               | definitivo (15,5 milioni €) |
| A                | Amine Salama        | Caen                 | prestito                    |
| D                | Ibrahim Diakité     | Stade Lausanne-Ouchy | prestito                    |
| Altre operazioni |                     |                      |                             |
| R.               | Nome                | da                   | Modalità                    |
| D                | Josh Wilson-Esbrand | Manchester City      | fine prestito               |

## Risultati

### Ligue 1

#### Girone di andata
| Arbitro: | Eric Wattellier |

|                        |           |         |
| Ounahi 23’ Vitinha 73’ | Marcatori | 10’ Itō |

| Arbitro: | Lissorgue |

|                        |           |  |
| Munetsi 17’ Daramy 84’ | Marcatori |  |

| Arbitro: | Bollengier |

|                  |           |                              |
| Al-Taamari 45+4’ | Marcatori | 9’ Abdelhamid 41’, 56’ Teuma |

| Arbitro: | Vernice |

|                      |           |                          |
| Sabaly 6’ Jallow 63’ | Marcatori | 17’ O. Diakité 52’ Foket |

| Arbitro: | Angoula |

|                |           |                           |
| Richardson 19’ | Marcatori | 50’ Camara 56’ Lees-Melou |

| Arbitro: | Eric Wattellier |

|           |           |                         |
| André 79’ | Marcatori | 12’ Daramy 16’ Nakamura |

| Arbitro: | François Letexier |

|                              |           |  |
| Munetsi 45+1’ Abdelhamid 71’ | Marcatori |  |

| Arbitro: | El Hadj |

|                  |           |                                       |
| Teuma 58’ (rig.) | Marcatori | 41’ Jakobs 46’ Balogun 48’ Ben Yedder |

| Arbitro: | Stinat |

|              |           |                |
| Dallinga 51’ | Marcatori | 48’ Richardson |

| Arbitro: | Bastien |

|                    |           |  |
| Wilson-Esbrand 84’ | Marcatori |  |

| Arbitro: | Angoula |

|  |           |         |
|  | Marcatori | 75’ Itō |

| Arbitro: | Delajod |

|  |           |                     |
|  | Marcatori | 3’, 59’, 82’ Mbappé |

| Arbitro: | Buquet |

|                                     |           |                  |
| Gouiri 4’ Bourigeaud 46’ Theate 66’ | Marcatori | 45+2’ O. Diakité |

| Arbitro: | El Hadj |

|                                  |           |                    |
| Richardson 10’ Perrin 62’ (aut.) | Marcatori | 88’ (rig.) Gameiro |

| Arbitro: | Bastien |

|                      |           |                |
| Laborde 55’ Boga 82’ | Marcatori | 78’ Abdelhamid |

| Arbitro: | Letexier |

|                     |           |  |
| Saïd 43’ Cortés 75’ | Marcatori |  |

| Arbitro: | Frappart |

|              |           |  |
| Nakamura 25’ | Marcatori |  |

#### Girone di ritorno
| Arbitro: | Letexier |

|                |           |                                     |
| Ben Yedder 49’ | Marcatori | 35’ Teuma 55’ Khadra 90+6’ Matusiwa |

| Reims 28 gennaio 2024, ore 15:00 CET 19ª giornata | Stade Reims | 0 – 0 referto | Nantes | Stadio Auguste Delaune (14 388 spett.)\| Arbitro: \| Pignard \| |
| Arbitro:                                          | Pignard     |               |        |                                                                 |

| Arbitro: | Gaillouste |

|                        |           |                                                     |
| Teuma 49’ Akieme 90+1’ | Marcatori | 11’ Mawissa Elebi 31’ Babicka 45+2’ (rig.) Dallinga |

| Arbitro: | Bollengier |

|                        |           |  |
| Bamba 70’ Bakayoko 87’ | Marcatori |  |

| Arbitro: | Millot |

|                |           |            |
| O. Diakité 41’ | Marcatori | 45+1’ Saïd |

| Arbitro: | Batta |

|                    |           |                          |
| A.Touré 74’ (rig.) | Marcatori | 64’, 90+6’ (rig.) Daramy |

| Arbitro: | Stinat |

|  |           |           |
|  | Marcatori | 56’ David |

| Arbitro: | Delajod |

|                                 |           |                           |
| Abdelhamid 17’ (aut.) Ramos 19’ | Marcatori | 7’ Munetsi 45’ O. Diakité |

| Arbitro: | El Hadj |

|                        |           |          |
| O. Diakité 45’ Itō 79’ | Marcatori | 14’ Atta |

| Arbitro: | Léonard |

|            |           |           |
| Nuamah 65’ | Marcatori | 55’ Okumu |

| Reims 7 aprile 2024, ore 15:00 CEST 28ª giornata | Stade Reims | 0 – 0 referto | Nizza | Stade Auguste Delaune (14 606 spett.)\| Arbitro: \| Wattellier \| |
| Arbitro:                                         | Wattellier  |               |       |                                                                   |

| Arbitro: | Delajod |

|                                         |           |             |
| Gameiro 44’ (rig.) Sylla 50’ Dion 90+2’ | Marcatori | 7’ Nakamura |

| Arbitro: | Gaillouste |

|             |           |                           |
| Agbadou 66’ | Marcatori | 26’ Sagnan 86’ Al-Taamari |

| Arbitro: | Batta |

|                                              |           |              |
| Cham 31’ (rig.), 56’ (rig.) Rashani 79’, 90’ | Marcatori | 33’ Nakamura |

| Arbitro: | El Hadj |

|                   |           |  |
| Mbemba 33’ (aut.) | Marcatori |  |

| Arbitro: | Brisard |

|                |           |             |
| Brassier 45+1’ | Marcatori | 25’ Munetsi |

| Arbitro: | Vernice |

|                                  |           |              |
| Abdelhamid 48’ (rig.) Akieme 80’ | Marcatori | 90+4’ Rieder |

### Coppa di Francia
| Arbitro: | Bollengier |

|  |           |                           |
|  | Marcatori | 5’, 8’ Diakhon 80’ Daramy |

| Arbitro: | El Hadj |

|                                           |                      |                                                  |
| Michel 21’ Daho 45’ (rig.)                | Marcatori            | 6’, 82’ Agbadou                                  |
| Hoggas Liénard Zohi Daho Macalou Fontaine | Tiri di rigore 5 – 4 | Teuma Khadra Daramy Wilson-Esbrand Agbadou Okumu |

## Statistiche finali

### Statistiche di squadra
| Competizione     | Punti | In casa | In casa | In casa | In casa | In casa | In casa | In trasferta | In trasferta | In trasferta | In trasferta | In trasferta | In trasferta | Totale | Totale | Totale | Totale | Totale | Totale | DR |
| Competizione     | Punti | G       | V       | N       | P       | Gf      | Gs      | G            | V            | N            | P            | Gf           | Gs           | G      | V      | N      | P      | Gf     | Gs     | DR |
| ---------------- | ----- | ------- | ------- | ------- | ------- | ------- | ------- | ------------ | ------------ | ------------ | ------------ | ------------ | ------------ | ------ | ------ | ------ | ------ | ------ | ------ | -- |
| Ligue 1          | 47    | 17      | 8       | 3       | 6       | 19      | 18      | 17           | 5            | 5            | 7            | 23           | 29           | 34     | 13     | 8      | 13     | 42     | 47     | -5 |
| Coppa di Francia | -     | -       | -       | -       | -       | -       | -       | 2            | 1            | 1            | 0            | 5            | 2            | 2      | 1      | 1      | 0      | 5      | 2      | +3 |
| Totale           | -     | 17      | 8       | 3       | 6       | 19      | 18      | 19           | 6            | 6            | 7            | 28           | 31           | 36     | 14     | 9      | 13     | 47     | 49     | -2 |

### Andamento in campionato
| Giornata  | 1  | 2 | 3 | 4 | 5 | 6 | 7 | 8 | 9 | 10 | 11 | 12 | 13 | 14 | 15 | 16 | 17 | 18 | 19 | 20 | 21 | 22 | 23 | 24 | 25 | 26 | 27 | 28 | 29 | 30 | 31 | 32 | 33 | 34 |
| --------- | -- | - | - | - | - | - | - | - | - | -- | -- | -- | -- | -- | -- | -- | -- | -- | -- | -- | -- | -- | -- | -- | -- | -- | -- | -- | -- | -- | -- | -- | -- | -- |
| Luogo     | T  | C | T | T | C | T | C | C | T | C  | T  | C  | T  | C  | T  | T  | C  | T  | C  | C  | T  | C  | T  | C  | T  | C  | T  | C  | T  | C  | T  | C  | T  | C  |
| Risultato | P  | V | V | N | P | V | V | P | N | V  | V  | P  | P  | V  | P  | P  | V  | V  | N  | P  | P  | N  | V  | P  | N  | V  | N  | N  | P  | P  | P  | V  | N  | V  |
| Posizione | 15 | 8 | 3 | 4 | 9 | 5 | 3 | 5 | 6 | 5  | 4  | 5  | 5  | 5  | 8  | 8  | 8  | 6  | 6  | 7  | 9  | 8  | 8  | 9  | 9  | 9  | 9  | 7  | 9  | 10 | 11 | 10 | 10 | 9  |

Legenda:

Luogo: C = Casa; T = Trasferta. Risultato: V = Vittoria; N = Pareggio; P = Sconfitta.